# کرجی‌کشان ولگا

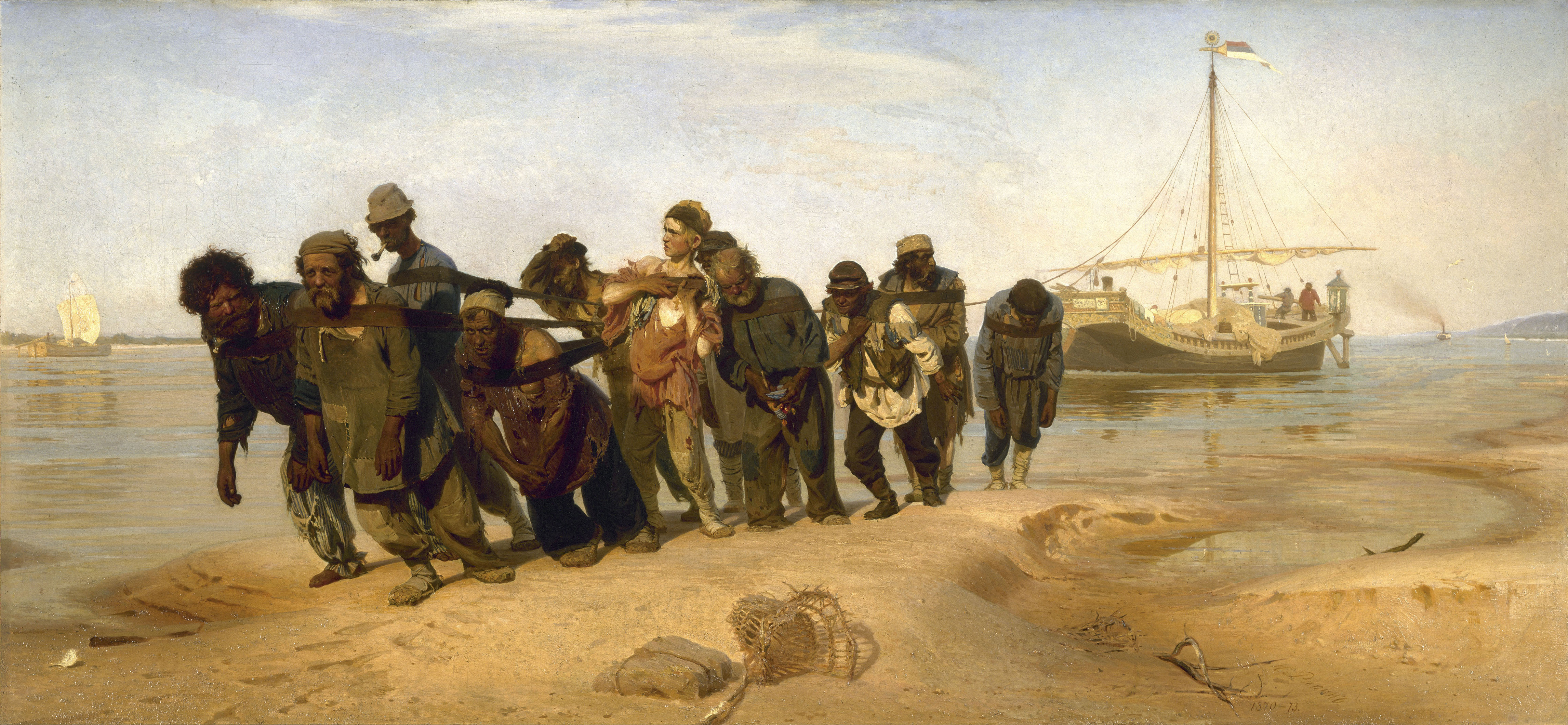
کرجی‌کشان ولگا اثر ایلیا رپین (۱۸۷۰ تا ۱۸۷۳ میلادی)

کرجی‌کشان ولگا (به روسی: Бурлаки на Волге) نقاشی رنگ روغن بر روی بوم اثر ایلیا رپین نقاش و مجسمه‌ساز واقع‌گرای اجتماعی اهل روسیه می‌باشد. این نقاشی که ابعادش ۱۳۱/۵ در ۲۸۱ سانتی‌متر می‌باشد بین سالهای ۱۸۷۰ تا ۱۸۷۳ میلادی کشیده شده است. نقاشی تصویر ۱۱ باربر را نمایش می‌دهد که در حال کشیدن یک دوبه (نوعی قایق) یا کرجی در ساحل رود ولگا هستند.